# Матсури
Ма́тсури (эст. Matsuri) — деревня в волости Сетомаа уезда Вырумаа, Эстония. Исторически относится к нулку Рааква.
До административной реформы местных самоуправлений Эстонии 2017 года входила в состав волости Вярска уезда Пылвамаа.

## География и описание
Расположена на границе Эстонии и России. Расстояние до уездного центра — города Выру — 32,5 километра, до волостного центра — посёлка Вярска — 12,5 километра. Высота над уровнем моря — 87 метров.
Через южную границу деревни протекает река Пиуза.
На территории деревни Матсури находится бо́льшая часть железнодорожной станции «Койдула».
Климат переходный от морского к континентальному. Официальный язык — эстонский. Почтовый индекс — 64036.

## Население
По данным переписи населения 2021 года, в Матсури насчитывалось 42 жителя, из них 19 (45,2 %) — эстонцы.
По данным переписи населения 2011 года, в деревне проживали 24 человека, из них 22 (91,7 %) — эстонцы (сету в перечне национальностей выделены не были).
Численность населения деревни Матсури по данным Департамента статистики:
| Год  | 2000 | 2011 | 2017 | 2018 | 2019 | 2020 | 2021 |
| ---- | ---- | ---- | ---- | ---- | ---- | ---- | ---- |
| Чел. | 44   | ↘ 24 | ↗ 53 | ↗ 63 | ↘ 62 | ↘ 59 | ↘ 42 |

## История
В письменных источниках 1652 года деревня упоминается как Бѣлохвостово, 1781 года — Белохвастова, Maзuva, Mäzuva, 1882 года — Мачура, Мочура, 1903 года — Matsurda, Matsurdi, 1904 года — Matsuri, Matsurdi, Бѣлохво́стово, 1922 года — Matšuri, 1923 года — Belohvostovo.
На военно-топографических картах Российской империи (1846–1867 годы), в состав которой входила Лифляндская губерния, деревня обозначена как Мачурова.
В 1882 году деревня входила в общину Сяпина и относилась к Печорскому приходу. В старину в деревне работало несколько маленьких кирпичных заводов.
В 1977 году, в период кампании по укрупнению деревень, с Матсури была объединена деревня Ваммусты (эст. Vammustõ).
В 1977–1997 годах в состав Матсури входила часть деревни Ведерника.

## Известные уроженцы
В Матсури родилась известная исполнительница народных песен сету (певческая мать) Мику Оде (Miku Ode, Евдокия Каннисте (1864—1924)), от которой эстонский фольклорист и языковед Якоб Хурт записал 20 720 стихотворных строк.

## Памятники
Между железной дорогой и шоссе находится квадратный курган, где захоронены погибшие в сражении под Вымморски в ходе Северной войны (1709 год).
В советское время у шоссе Карисилла—Печоры, на месте захоронения убитых фашистами коммунистов, установлен памятник жертвам фашизма; охраняется государством как объект культурного наследия.
В 1990-х годах в деревне был установлен памятный камень её жителям, погибшим при бомбардировке 31 марта 1944 года и подвергшимся депортациям в 1941 и 1949 годах.

## Происхождение топонима
Название деревни, возможно, связано с личным именем Матс, Мадис (эст. Mats, Madis); южно-эстонскими основами топонима могут быть слова mats, matsu, matsak(as) («большой кусок»). В случае вариантов топонима XVIII века Mazuva и Mäzuva подходят слова мазур, мазарик («кладбище»), мазанка («глиняная печь»), маза, мазуха, мазура («смазчик»). Эти названия могут происходить и от личного имени Матвей. Исчерпывающего объяснения происхождению топонима нет. Языковед Тартуского университета Анжелика Штейнгольде считает, что оба варианта имеют финно-угорское происхождение.
Русскому названию Белохвостово находятся соответствия в словаре В. Даля, в основном это названия животных и птиц: бѣлохвостикъ («бычок»; «подкаменщик»), бѣлохвостикъ («сокол»), Бѣлохвостка — прозвище коровы или лошади.

## Комментарии
1. ↑  Эстонские топонимы, оканчивающиеся на -а, не склоняются и не имеют женского рода (исключение — Нарва)[7].